# Daniel Leo Ryan
Daniel Leo Ryan (Mankato, 28 settembre 1930 – Naperville, 31 dicembre 2015) è stato un vescovo cattolico statunitense.

## Biografia
Daniel Leo Ryan nacque a Mankato, in Minnesota, il 28 settembre 1930 da Leonard Ryan e Irene (nata Larson).

### Formazione e ministero sacerdotale
Dopo un anno alla Cathedral Boys High School di Springfield, in Illinois, entrò nel seminario preparatorio passionista di Saint Louis, in Missouri. Frequentò poi il seminario "San Procopio" di Lisle, in Illinois, dove nel 1952 ottenne un Bachelor of Arts in lingue classiche.
Il 3 maggio 1956 fu ordinato presbitero per la diocesi di Joliet. Il suo primo incarico fu di vicario parrocchiale della parrocchia di San Paolo a Joliet dal 1956 al 1958. Venne poi inviato a Roma per studi. Nel 1960 conseguì la licenza in diritto canonico presso la Pontificia Università Lateranense. Tornato in patria fu vicario parrocchiale della parrocchia di San Giuseppe a Rockdale dal 1960 al 1963, notaio diocesano dal 1960 al 1963, attuario diocesano dal 1960 al 1965, vicario parrocchiale della parrocchia della Natività di Maria a Joliet dal 1963 al 1965, membro del consiglio del seminario dal 1962 al 1972 e dal 1975 al 1977, assistente cancelliere vescovile dal 1963 al 1965, esaminatore sinodale e consulente dei parroci dal 1964 al 1979, parroco della parrocchia di San Taddeo a Joliet dal 1965 al 1979, cancelliere vescovile dal 1965 al 1978, vicario generale dal 1977 al 1983, consulente del personale dal 1978 al 1983 e parroco della parrocchia di San Michele a Wheaton dal 1979 al 1982.

### Ministero episcopale
Il 14 agosto 1981 papa Giovanni Paolo II lo nominò vescovo ausiliare di Joliet e titolare di Surista. Ricevette l'ordinazione episcopale il 30 settembre successivo dal vescovo di Joliet Joseph Leopold Imesch, co-consacranti il vescovo ausiliare della stessa diocesi Raymond James Vonesh e il vescovo di Salina Daniel William Kucera.
Il 22 novembre 1983 papa Giovanni Paolo II lo nominò vescovo di Springfield in Illinois. Prese possesso della diocesi il 18 gennaio successivo con una messa nella cattedrale dell'Immacolata Concezione.
All'inizio del suo mandato i parrocchiani della parrocchia di Santa Maria Assunta in Ste. Marie seppero che il loro parroco sarebbe stato trasferito. Senza un sacerdote che lo sostituisse, il consiglio pastorale parrocchiale elaborò un piano innovativo che prevedeva un laico per gestire la parrocchia. Monsignor Ryan accettò la loro proposta e il 1º agosto 1986 suor Phyllis Schenk, domenicana, assunse le funzioni di leader pastorale e in seguito venne nominata coordinatrice della vita parrocchiale. La parrocchia non aveva più un prete residente, ma continuò a operare come parrocchia indipendente. Suor Phyllis guidò le operazioni quotidiane della parrocchia e fornì numerosi servizi pastorali mentre i sacerdoti di altre parrocchie celebravano le messe del fine settimana e altre funzioni sacramentali. Il programma ebbe successo e la diocesi continua a utilizzare i coordinatori della vita parrocchiale in diverse parrocchie.
Nel 1986 monsignor Ryan aprì l'ufficio per il ministero del campus poiché riconobbe l'importanza della formazione della fede degli adulti in un contesto universitario. La diocesi gestisce due di questi ministeri, uno presso il campus di Edwardsville dell'Università dell'Illinois Meridionale e un altro nel campus di Charleston dell'Università dell'Illinois Orientale. Tre anni dopo, nel 1989, la diocesi attuò il rito per l'iniziazione cristiana degli adulti (RCIA). Il programma RCIA prepara adulti e bambini in età catechetica per i sacramenti dell'iniziazione cristiana nella Chiesa cattolica.
Nel 1991 monsignor Ryan annunciò l'apertura dell'Ufficio per il ministero laico. La creazione dell'ufficio e il programma di formazione del ministero laico che gestiva erano il culmine di diversi anni di pianificazione da parte di laici, religiosi e capi ordinati. Sin dal Concilio Vaticano II era diventato evidente che molti cattolici adulti desideravano un'ulteriore formazione di fede. Sempre più spesso le mansioni svolte dal clero e dai religiosi venivano ora svolte da donne e uomini laici. Il programma di formazione del ministero laico permise ai cattolici di diventare partecipanti più attivi nella loro Chiesa specializzandosi nella pastorale, nella vita familiare, nel ministero liturgico, nel patrocinio del rito per l'iniziazione cristiana degli adulti o nelle preoccupazioni sociali. Il programma funziona ancora oggi con successo.
Il 28 novembre 1993 entrò in vigore il nuovo Codice di diritto canonico. Monsignor Ryan guidò l'implementazione delle disposizioni del codice revisionato. Nominò un funzionario diocesano delle finanze, un consiglio diocesano delle finanze, un gruppo di parroci consultori e pubblicò gli statuti per l'istituzione del consiglio presbiterale. Centralizzò e ristrutturò la curia diocesana e ampliò notevolmente il ministero pastorale del tribunale diocesano. Diresse dei seminari sul nuovo codice in tutta la diocesi per far familiarizzare i fedeli con le sue disposizioni.
I suoi primi anni da vescovo furono tuttavia offuscati dal suo abuso di alcol per il quale ricevette cure nell'estate del 1986.
Durante gli ultimi due anni del suo episcopato monsignor Ryan fu tormentato dalle accuse di abusi sessuali. Nel 1997 e nel 1998, un gruppo chiamato Roman Catholic Faithful organizzò dei picchetti davanti alla sede della Conferenza episcopale a Washington con cartelli che sostenevano che monsignor Ryan stesse proteggendo i preti abusatori. Lui stesso fu accusato di essere coinvolto in rapporti omosessuali con giovani uomini, prostitute e altri sacerdoti. Nel 1999 fu accusato di aver richiesto atti sessuali da un ragazzo di quindici anni nel 1984. Le accuse divennero pubbliche nel 2002. Il procuratore di Stato della contea di Sangamon non poté processarlo per avvenuta prescrizione. Secondo gli accusatori il vescovo offrì al ragazzo un passaggio in macchina, lo portò nella canonica della cattedrale dell'Immacolata Concezione e gli offrì 50 dollari per togliersi i vestiti e di permettergli di massaggiarlo con olio per bambini. L'accusatore disse che il vescovo gli offrì un passaggio una seconda volta, ma che il ragazzo rifiutò. Monsignor Ryan negò le accuse. Un altro uomo nel 1999 lo accusò di averlo pagato per avere prestazioni sessuali quando era un ragazzo di 16 e 17 anni e che aveva accompagnato il vescovo in diversi viaggi negli anni '80 e alla fine degli anni '90.
Il 19 ottobre 1999 papa Giovanni Paolo II accettò la sua rinuncia al governo pastorale della diocesi.
Nel 2002 un sacerdote della diocesi si lamentò del fatto che monsignor Ryan lo aveva molestato sessualmente quando era un seminarista. Disse che aveva paura di rifiutare le avances del vescovo, perché voleva essere ordinato. L'uomo disse anche che lui e monsignor Ryan viaggiarono insieme estensivamente prima e dopo l'ordinazione e che gli incontri sessuali avvennero dal 1984 al 1988. Fino al 2002 aveva continuato ad amministrare le cresime e celebrare messe, ma accettò volontariamente di sospendere il suo ministero pubblico dopo le accuse rivoltegli. Nel 2006 un rapporto investigativo dichiarò che monsignor Ryan "era coinvolto in una condotta sessuale scorretta e usava il suo ufficio per nascondere le sue attività e incoraggiava una cultura della segretezza che scoraggiava i fedeli e i preti a presentare informazioni sulla cattiva condotta da parte di altri".
In seguito si trasferì in una struttura per anziani a Naperville, dove morì il 31 dicembre 2015 all'età di 85 anni. Secondo i suoi desideri, il corpo fu donato alla ricerca scientifica.

## Genealogia episcopale
La genealogia episcopale è:
- Cardinale Scipione Rebiba
- Cardinale Giulio Antonio Santori
- Cardinale Girolamo Bernerio, O.P.
- Arcivescovo Galeazzo Sanvitale
- Cardinale Ludovico Ludovisi
- Cardinale Luigi Caetani
- Cardinale Ulderico Carpegna
- Cardinale Paluzzo Paluzzi Altieri degli Albertoni
- Papa Benedetto XIII
- Papa Benedetto XIV
- Papa Clemente XIII
- Cardinale Marcantonio Colonna
- Cardinale Giacinto Sigismondo Gerdil, B.
- Cardinale Giulio Maria della Somaglia
- Cardinale Carlo Odescalchi, S.I.
- Cardinale Costantino Patrizi Naro
- Cardinale Lucido Maria Parocchi
- Papa Pio X
- Cardinale Gaetano De Lai
- Cardinale Raffaele Carlo Rossi, O.C.D.
- Cardinale Amleto Giovanni Cicognani
- Cardinale John Francis Dearden
- Vescovo Joseph Leopold Imesch
- Vescovo Daniel Leo Ryan